# Děčín-Staré Město
Děčín-Staré Město – przystanek kolejowy w miejscowości Děčín, w kraju usteckim, w Czechach. Znajduje się na wysokości 145 m n.p.m.
Jest zarządzany przez Správę železnic i obsługiwany przez České dráhy. Na przystanku nie ma możliwości zakupu biletów, a obsługa podróżnych odbywa się w pociągu.

## Linie kolejowe
- 073 Ústí nad Labem-Střekov - Děčín